# Oprogramowanie do pracy grupowej

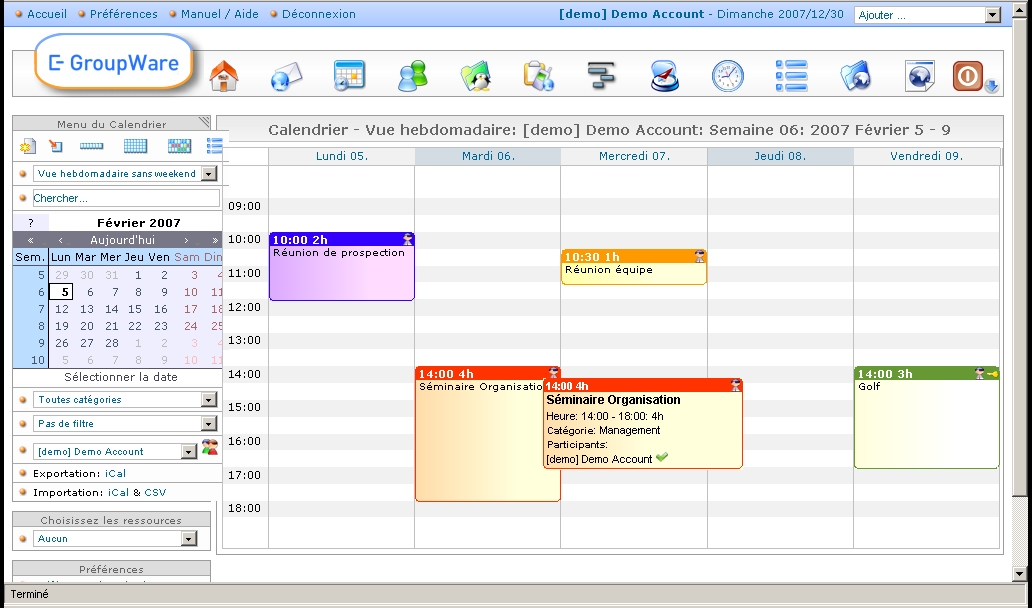
eGroupWare – przykład oprogramowania do pracy grupowej

Oprogramowanie do pracy grupowej (ang. groupware, oprogramowanie grupowe, oprogramowanie do pracy zespołowej) – oprogramowanie, którego celem jest wspomaganie pracy grupowej realizowanej zarówno przez użytkowników pracujących w jednym miejscu jak i rozproszonych geograficznie. Oprogramowanie takie umożliwia użytkownikom jednoczesną pracę na wspólnych danych oraz udostępnia mechanizmy pozwalające na koordynację działań oraz śledzenie ich przebiegu.
Do narzędzi które mogą wchodzić w skład oprogramowania do pracy grupowej należą m.in. poczta elektroniczna (e-mail), czat tekstowy i głosowy, wideokonferencje, grupy dyskusyjne, wirtualne tablice, dokumenty współdzielone, kalendarz czy harmonogram grupowy. Jednym z pierwszych programów typu groupware dostępnych na rynku był Lotus Notes.
Najbardziej rozbudowanymi systemami pracy grupowej są Systemy Elektronicznego Obiegu Dokumentów (EOD) (ang. Document Management System). W obszarze Obsługi Klienta system taki może też być rozszerzony o moduł Elektronicznej Skrzynki Podawczej. Najbardziej popularną Elektroniczną Skrzynką Podawczą (ESP) w Polsce jest platforma ePUAP  wykorzystywana w sektorze publicznym. Duże firmy najczęściej wdrażają własne moduły ESP lub całe systemy klasy EOD, których jednym z modułów jest właśnie Elektroniczna Skrzynka Podawcza.

## Moduły Zintegrowanego Systemu Elektronicznego Obiegu Dokumentów
Moduły funkcjonalne dla Klienta
- Moduł Katalog spraw Klienta (stworzony zgodnie z Bibllioteką ITIL),
- Moduł Elektroniczna Skrzynka Podawcza (ESP),

Moduły funkcjonalne dla Pracownika
- Moduł Elektroniczna kancelaria (eKancelaria),
- Moduł użytkownika EOD (podobny do systemu Outlook tylko, że zamiast wiadomości są w nim sprawy),
- Moduł Repozytorium dokumentów,
- Moduł Archiwum dokumentów (eArchiwum),

Moduły techniczne
- Moduł Administracyjny,
- Moduł OCR do rozpoznawania tekstu,
- Moduł Workflow do modelowania procesów przepływu pracy w systemie EOD.